# Sylvio Rocha
Sylvio José Rocha Valladão (Rio de Janeiro, 5 gennaio 1965) è un allenatore di calcio a 5 ed ex giocatore di calcio a 5 brasiliano, attuale tecnico della CAME Dosson Calcio a 5.

## Carriera
Dopo 3 anni alla guida del Lanzarote, nel 2007 passa all'Acesol Tucan, dove è sostituito dopo pochi mesi da Ramiro López.
Rocha si trasferisce in Italia nel 2008 per allenare la neonata Sporting Marca in Serie A2. Rimane sulla panchina montebellunese fino allo scioglimento della società, avvenuto dopo solo una stagione.
Nel 2010 firma con il Gruppo Fassina, dove rimane per un anno e mezzo, fino all'esonero nel gennaio del 2012.
Pochi mesi dopo è nominato direttore sportivo della plurititolata Marca Futsal; nel settembre 2012, dopo le dimissioni a sorpresa di Tiago Polido, assume la carica di allenatore della compagine castellana. Il 7 gennaio 2013 viene esonerato e sostituito da Julio Fernández.
Dopo due anni nelle serie minori del Veneto, alla guida dell'Altamarca, nell'estate del 2015 viene nominato allenatore del CAME Dosson, con il quale conquista immediatamente la promozione in Serie A, vincendo anche la Coppa Italia di categoria.

## Palmares
- Campionato di Serie A2: 1

CAME Dosson: 2015-2016
- Coppa Italia di Serie A2: 1

CAME Dosson: 2015-2016